# Naakte lathyrus
De naakte lathyrus (Lathyrus aphaca) is een eenjarige klimplant die behoort tot de vlinderbloemenfamilie (Leguminosae of Fabaceae). De soort staat op de Nederlandse Rode lijst van planten en geldt als zeer zeldzaam en zeer sterk afgenomen. Deze plant is in Nederland wettelijk beschermd sinds 1 januari 2017 door de Wet Natuurbescherming. De plant komt van nature voor in Eurazië. In Nederland komt de plant voor in Zuid-Limburg.
De plant wordt 20-60 cm hoog en heeft opstijgende of klimmende stengels. De middelste en bovenste bladeren bestaan uit ranken met 0,5-4 cm grote, bladachtige steunblaadjes.
De naakte lathyrus bloeit van mei tot juli met 6-18 mm lange, gele bloemen met aan de binnenkant van de vlag een honingmerk van bruinrode lijnen.
De vrucht is een 2-3 cm lange en 4-6 mm brede, iets gebogen peul. De giftige, 3-4 mm lange, bruine tot zwarte, grijs berijpte zaden zijn plat-eivormig.
De plant komt voor tussen het graan op vochtige, kalkrijke grond en soms in bermen.

## Namen in andere talen
- Duits: Ranken-Platterbse
- Engels: Yellow Vetchling, Yellow pea
- Frans: Gesse aphaca